# Ermita de Sant Joan Baptista (Bocairent)
L'ermita de Sant Joan Baptista és un petit temple situat al carrer de Sant Joan, 32, en el municipi de Bocairent. És un Bé de Rellevància Local amb identificador nombre 46.24.072-011.

## Història
Aquest temple va ser la primera església de la població. Es va edificar al segle xiii, substituint a l'antiga mesquita musulmana. Va ser profundament reformada durant el segle xx.

## Descripció
Forma cantonada amb un habitatge a la seua dreta. La façana és rectangular, molt simple. Presenta centrada la porta d'accés al temple, precedida per dos graons. Sobre ella es troba un retaule ceràmic amb la figura del titular i la inscripció Sant Joan Baptista. Any 1934. Sobre el retaule hi ha un farolet. Sobre el ràfec hi ha una espadanya amb una campana. L'obertura en l'espadanya és d'arc gòtic i el conjunt està rematat per una estructura piramidal que suporta una creu de ferro.
L'interior és de planta quadrangular, amb sostre pla i pis en forma d'escacs, sòcol i rodapeu. Destaca l'altar barroc amb columnes salomòniques, en el qual es troba la fornícula amb la imatge del titular. En una cartel·la d'aquest altar figura inscripció Charitas me fecit Any 1728.